# 다쓰시마 유코
다쓰시마 유코(일본어: 立島 夕子, たつしま ゆうこ, 1974년 출생)는 일본의 화가, 인형 작가, 예술가이다.
강간미수나 스토커 피해 등을 경험하고 있으며, 1990년에 제작된 인물화 '나는 이제 시집갈래요'와 같이 성범죄에 대한 반역을 의도한 작품을 제작한 적이 있다. 2000년 9월 13일 잡지 'EATER' 인터뷰에서 인물화의 대부분은 자화상이라고 말했다. 스무 살 때 사이가 좋았던 어머니가 사망한 것과 앞서 언급한 성폭력으로 인해 정신장애가 악화돼 경계형 인격장애를 앓고 있다는 진단을 받았다는 것이다.원폭을 주제로 한 작품도 있는데, 그 배경에는 어릴 때부터 주변에 피폭자가 많았던 점과 히로시마(廣島)현 출신 초등학교 교사가 피폭자 사진집을 학생들에게 보여주자 겁에 질려 달아나 그 죄책감에 초등학교 도서실에서 원폭을 직접 조사했던 과거가 원인이라는 것이다.

## 연혁
- 1998년 여자미술대학 예술학부 회화학과 서양화전공 판화코스 졸업
- 1999년 그림 개인전 미괴고양이 생전장 (美怪猫生前葬)
- 2000년 그림 개인전 폭심지의 마리아 (爆心地のマリア)
- 2001년 회화 개인전 환충녀 (丸蟲女)
- 2002년 회화 개인전 미루라 (ミルラ)
- 2002년 회화 영혼의 아소코 (魂のアソコ)（원작：야마다 하나코 (山田花子), 감독：지코우 치야마 (ジーコ内山)） - 루리코 (ルリコ) 역（주연）
- 2007년 회화 개인전 8초 원죄 (8秒の原罪)
- 2009년 회화 후쿠이 쇼오진 (福居ショウジン) 감독 작품 영화 「Ｓ−９４」
- 2013년 회화 개인전 독사탕 (毒の飴)

그 외 그룹전, 퍼포먼스 다수.
재즈 집단 "시부사치라즈 (渋さ知らズ)" 나 무도 그룹 "콩고 팜 (大豆鼓ファーム) "에 재적하고 있던 적이 있다.
인형 제작에 있어서는, 인형 작가 기무라 류 (木村龍)에게 사사.